# Lista de álbuns número um no Brasil em 2011

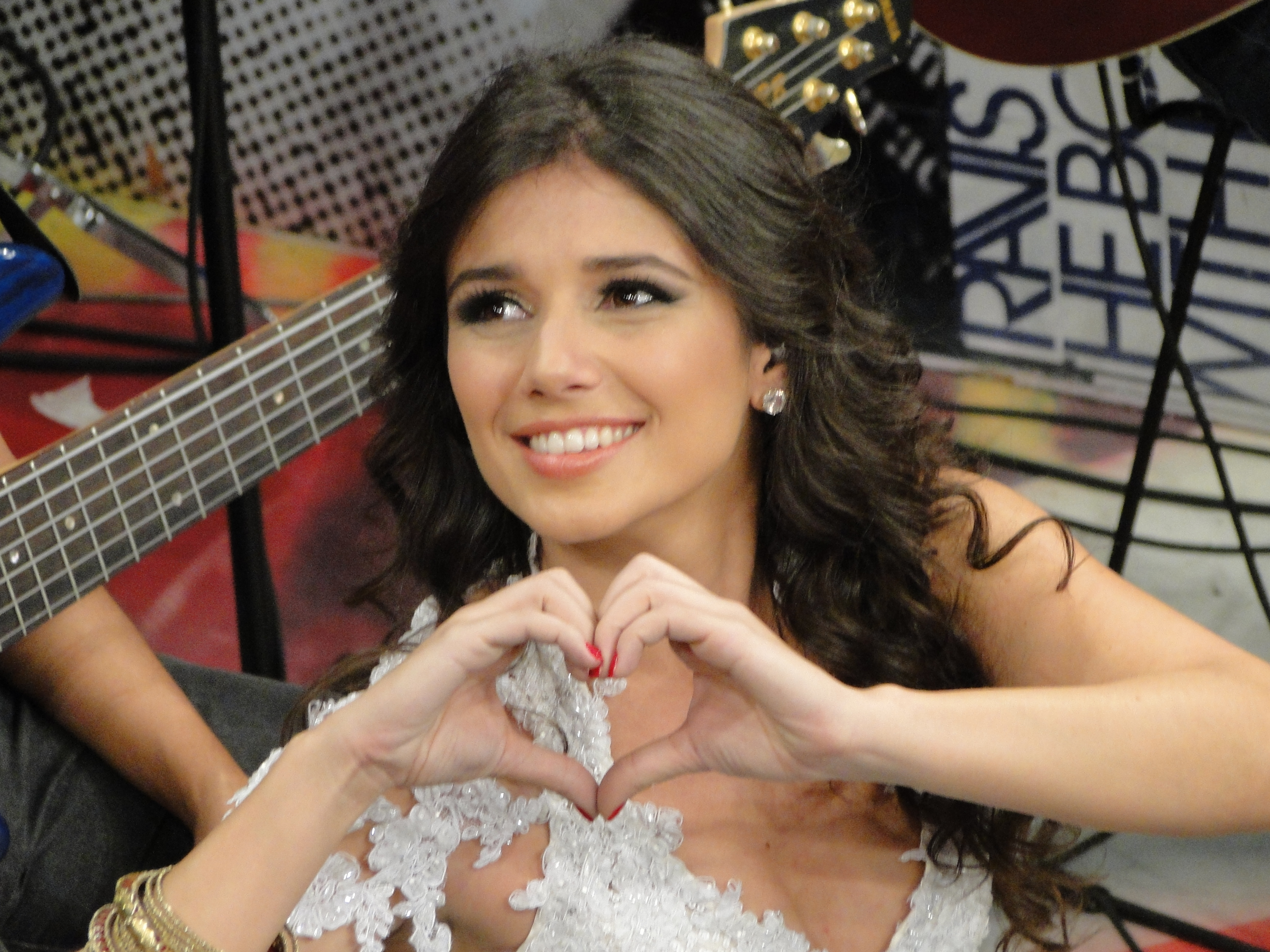
Paula Fernandes liderou a parada brasileira por várias semanas em 2011, sendo 15 semanas consecutivas de 19 semanas no total.

Este anexo lista os álbuns número um no Brasil em 2011. Todos os rankings são pesquisados e compilados pela Nielsen com registros de vendas físicas no país e publicado semanalmente desde junho de 2009 pela Associação Brasileira de Produtores de Discos (ABPD), na parada nomeada de CD - TOP 20 Semanal ABPD.
Não houve contagem da vendas do disco em Janeiro a Fevereiro. Em 21 de fevereiro, o álbum Paula Fernandes: Ao Vivo de Paula Fernandes foi quem estreou o ano em primeiro lugar na parada de vendas da ABPD por uma semana. Em 28 de fevereiro um a coletânea de músicas do Carnaval, Sambas de Enredo 2011, composto de vários artistas do gênero, ocupou o topo por uma única semana. Em 11 de abril, o álbum ‘’Luan Santana Ao Vivo no Rio’’  de Luan Santana, estréia no topo da parada, mas fica uma única semana. Em 12 de setembro, o álbum ‘’Ágape Musical’’ de Padre Marcelo Rossi estréia no topo da parada, atualmente esta em sua 5ª semana no topo.
Mas quem ficou por mais tempo no ano de 2011 foi a cantora brasileira Paula Fernandes e seu disco ao vivo Paula Fernandes: Ao Vivo. Ele entrou pela primeira vez na semana de 21 de Fevereiro. Depois de uma semana fora do primeiro posto, o seu álbum ao vivo volta a ser líder por 3 semanas consecutivos de 7 de março á 27 de março. Novamente depois uma semana fora do primeiro posto, o seu álbum ao vivo volta a ser líder por 15 semanas consecutivas, de 18 de abril até 29 de agosto. No total o álbum ficou 19 semanas em 1ª Lugar, sendo a única mulher como maior numero de semanas em 1ª lugar da parada e a segunda a ter um álbum em 1ª lugar. Esse disco foi ainda premiado com Disco de Diamante pela ABPD com mais de 550 mil cópias vendidas no Brasil.

## História da parada em 2011
| † | Indica o álbum mais vendido de 2011. |

NotaNão houve contagem dos discos mais vendidos de Janeiro ao inicio de Fevereiro.
| Data            | Álbum                                  | Artista(s)          | Ref    |
| --------------- | -------------------------------------- | ------------------- | ------ |
| 21 de fevereiro | Paula Fernandes: Ao Vivo               | Paula Fernandes     | [ 2 ]  |
| 28 de fevereiro | Samba Enredo das Escolas de Samba 2011 | Vários              | [ 3 ]  |
| 07 de março     | Paula Fernandes: Ao Vivo               | Paula Fernandes     | [ 4 ]  |
| 14 de março     | Paula Fernandes: Ao Vivo               | Paula Fernandes     | [ 5 ]  |
| 21 de março     | Paula Fernandes: Ao Vivo               | Paula Fernandes     | [ 6 ]  |
| 11 de abril     | Luan Santana Ao Vivo no Rio            | Luan Santana        | [ 7 ]  |
| 18 de abril     | Paula Fernandes: Ao Vivo               | Paula Fernandes     | [ 8 ]  |
| 25 de abril     | Paula Fernandes: Ao Vivo               | Paula Fernandes     | [ 9 ]  |
| 02 de maio      | Paula Fernandes: Ao Vivo               | Paula Fernandes     | [ 9 ]  |
| 09 de maio      | Paula Fernandes: Ao Vivo               | Paula Fernandes     | [ 10 ] |
| 16 de maio      | Paula Fernandes: Ao Vivo               | Paula Fernandes     | [ 11 ] |
| 30 de maio      | Paula Fernandes: Ao Vivo               | Paula Fernandes     | [ 12 ] |
| 13 de junho     | Paula Fernandes: Ao Vivo               | Paula Fernandes     | [ 13 ] |
| 20 de junho     | Paula Fernandes: Ao Vivo               | Paula Fernandes     | [ 14 ] |
| 27 de junho     | Paula Fernandes: Ao Vivo               | Paula Fernandes     | [ 15 ] |
| 11 de julho     | Paula Fernandes: Ao Vivo               | Paula Fernandes     | [ 16 ] |
| 25 de julho     | Paula Fernandes: Ao Vivo               | Paula Fernandes     | [ 17 ] |
| 01 de agosto    | Paula Fernandes: Ao Vivo               | Paula Fernandes     | [ 18 ] |
| 15 de agosto    | Paula Fernandes: Ao Vivo               | Paula Fernandes     | [ 19 ] |
| 22 de agosto    | Paula Fernandes: Ao Vivo               | Paula Fernandes     | [ 20 ] |
| 29 de agosto    | Paula Fernandes: Ao Vivo               | Paula Fernandes     | [ 21 ] |
| 12 de setembro  | Ágape Musical †                        | Padre Marcelo Rossi | [ 22 ] |
| 19 de setembro  | Ágape Musical †                        | Padre Marcelo Rossi | [ 23 ] |
| 26 de setembro  | Ágape Musical †                        | Padre Marcelo Rossi | [ 24 ] |
| 10 de outubro   | Ágape Musical †                        | Padre Marcelo Rossi | [ 25 ] |
| 17 de outubro   | Ágape Musical †                        | Padre Marcelo Rossi | [ 26 ] |
| 31 de outubro   | Ágape Musical †                        | Padre Marcelo Rossi | [ 27 ] |
| 7 de novembro   | Ágape Musical †                        | Padre Marcelo Rossi | [ 28 ] |
| 14 de novembro  | Ágape Musical †                        | Padre Marcelo Rossi | [ 28 ] |
| 21 de novembro  | Ágape Musical †                        | Padre Marcelo Rossi | [ 28 ] |
| 28 de novembro  | Ágape Musical †                        | Padre Marcelo Rossi | [ 28 ] |
| 5 de dezembro   | Ágape Musical †                        | Padre Marcelo Rossi | [ 28 ] |